# Sistema Duero

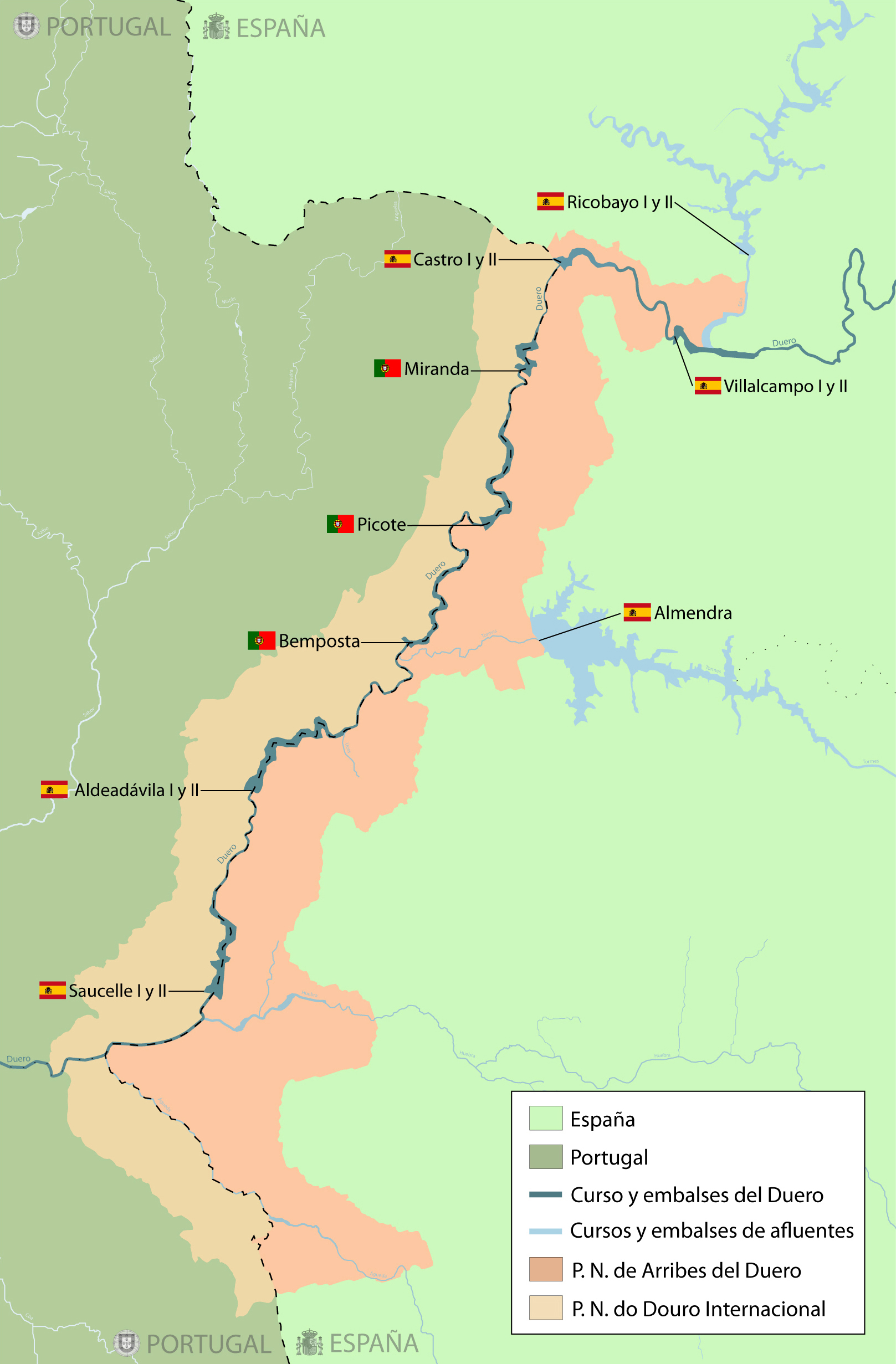
Mapa de los Saltos del Duero junto con las presas portuguesas de esta zona del Duero que aunque no son «Saltos del Duero», comparten emplazamiento, características, planificación e historia con ellos.

Saltos del Duero o Sistema Duero es el nombre que recibe el proyecto hidroeléctrico construido en la zona fronteriza de la cuenca hidrográfica del Duero, entre España y Portugal.
Se ubica dentro de los parques naturales conocidos como Arribes del Duero, en el lado español, y Douro Internacional, en el lado portugués. Estos se caracterizan por la existencia de arribes o profundas depresiones geográficas en los cursos del río Duero y sus afluentes Águeda, Esla, Huebra, Tormes y río de las Uces. Algunos sectores presentan desniveles de hasta 400 m. La fuerte incisión existente en el terreno junto con el alto caudal que supone la confluencia de todos estos ríos, convierten a esta zona en una de las de mayor potencial hidroeléctrico de toda la península ibérica. 
Cuenta exclusivamente con las presas españolas de Aldeadávila, Almendra, Castro, Ricobayo, Saucelle y Villalcampo, pues la denominación «Saltos del Duero» solo se utiliza para denominar estas presas, aunque hay que destacar que, en la misma zona y con similares características, se sitúan las presas portuguesas de Bemposta, Miranda y Picote.
La suma de la potencia total instalada en todas las centrales de los «Saltos del Duero» hace un total de 3161 megavatios.
Saltos del Duero fue también la denominación de la sociedad, fundada en Bilbao en 1918, constituida para el aprovechamiento hidroeléctrico del área. El capital inicial fue aportado principalmente por el Banco de Bilbao y el empresario Horacio Echevarrieta. En 1944, Saltos del Duero se fusionó con Hidroeléctrica Ibérica para dar lugar a Iberduero.

## Distribución
| Saltos del Duero               | País   | Provincia        | Río    | Central        | Construcción | Potencia |
| ------------------------------ | ------ | ---------------- | ------ | -------------- | ------------ | -------- |
| Presa y embalse de Ricobayo    | España | Zamora           | Esla   | Ricobayo I     | 1929-1935    | 133 MW   |
| Presa y embalse de Ricobayo    | España | Zamora           | Esla   | Ricobayo II    | 1993-1999    | 158 MW   |
| Presa y embalse de Villalcampo | España | Zamora           | Duero  | Villalcampo I  | 1942-1949    | 096 MW   |
| Presa y embalse de Villalcampo | España | Zamora           | Duero  | Villalcampo II | 1974-1977    | 110 MW   |
| Presa y embalse de Castro      | España | Zamora           | Duero  | Castro I       | 1946-1952    | 080 MW   |
| Presa y embalse de Castro      | España | Zamora           | Duero  | Castro II      | 1974-1977    | 110 MW   |
| Presa y embalse de Almendra    | España | Zamora Salamanca | Tormes | Villarino      | 1963-1970    | 810 MW   |
| Presa y embalse de Aldeadávila | España | Salamanca        | Duero  | Aldeadávila I  | 1956-1963    | 718 MW   |
| Presa y embalse de Aldeadávila | España | Salamanca        | Duero  | Aldeadávila II | 1983-1986    | 421 MW   |
| Presa y embalse de Saucelle    | España | Salamanca        | Duero  | Saucelle I     | 1950-1956    | 240 MW   |
| Presa y embalse de Saucelle    | España | Salamanca        | Duero  | Saucelle II    | 1989-1989    | 285 MW   |

## Historia
Saltos del Duero fue la empresa encargada de construir el aprovechamiento hidroeléctrico del río Duero y en la actualidad da nombre al conjunto instalado en su tramo fronterizo. Se constituyó en Bilbao el 3 de julio de 1918.

### Acuerdo internacional
Tras observar el inmenso potencial energético de la zona, el gobierno español aprueba la concesión global para el aprovechamiento hidroeléctrico del río Duero y sus afluentes Esla, Tormes y Huebra, el 23 de agosto de 1926. Ante la negativa del gobierno portugués a negociar el aprovechamiento hidroeléctrico del Duero, el gobierno español llega a planificar un macroproyecto para desviar el río Duero a su llegada al tramo internacional, con el fin de presionar a las autoridades portuguesas para sentarse a negociar. El macroproyecto contemplaba desviar el curso unos kilómetros antes de llegar al tramo fronterizo hacia el oeste de las provincias de Zamora y Salamanca, donde su enorme caudal sería aprovechado para el regadío de estas zonas.
Sin embargo, debido al elevado coste del proyecto y a los problemas diplomáticos y medioambientales que podría causar, este proyecto nunca se llevó a cabo. Para desbloquear la situación, se firmó un nuevo tratado hispano-luso en Lisboa el 11 de agosto de 1927 del acuerdo hispano-luso, con el que se repartió el aprovechamiento hidroeléctrico del tramo internacional del río Duero. En este caso, y para evitar la principal causa de conflicto e inoperancia del tratado de 1912, se procedió a la atribución expresa de diferentes sectores del tramo internacional del Duero a cada país para su aprovechamiento energético exclusivo. En este sentido, se reserva a Portugal la utilización de todo el desnivel del río, en la zona comprendida entre el origen de dicho tramo (internacional) y el punto de confluencia del Tormes con el Duero, en la frontera entre Portugal, Zamora y Salamanca.
El tramo asignado a España fue el situado entre la desembocadura del río Tormes y la presa de Saucelle, con una longitud de 54 km y un desnivel aprovechable de 201 m, mientras que a Portugal se le asigna el tramo comprendido entre el lugar donde el Duero comienza a hacer de frontera y la desembocadura del río Tormes, con una longitud de 52 km y un desnivel aprovechable de 195 m, así como el tramo aguas abajo de la presa de Saucelle.

### El primer salto: Ricobayo, y primeras lecciones

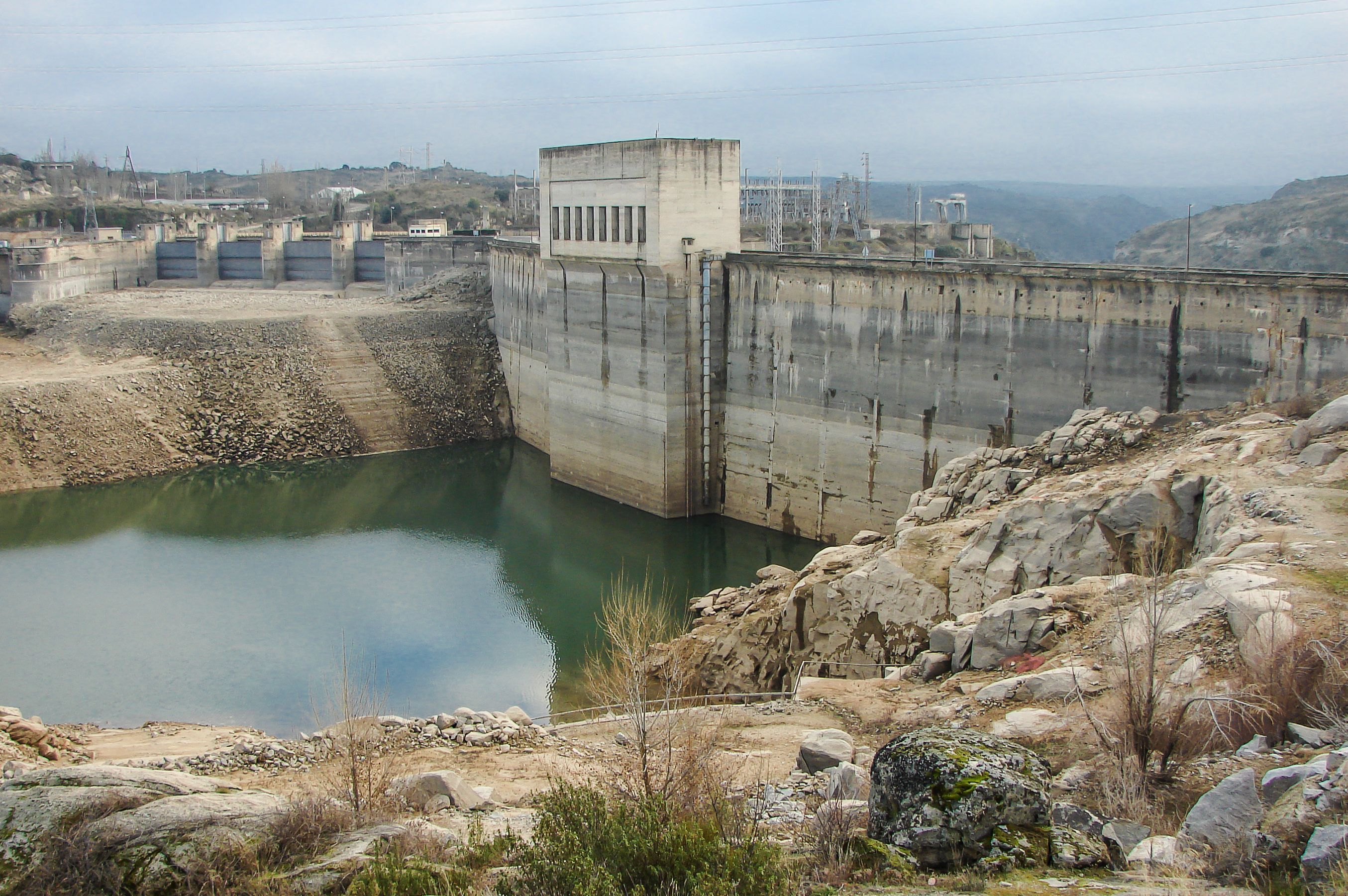
La presa de Ricobayo fue la primera de los Saltos del Duero en construirse.

El primer proyecto comienza a realizarse en mayo de 1929 cuando comienzan las obras del Salto de Ricobayo que regulará el caudal del río Esla y suministrará electricidad al norte de España. Se puso en funcionamiento en enero de 1935 con una potencia instalada de 100 MW.
Su aliviadero de superficie, de unos 700 m de longitud y un 14% de pendiente, provocó una grave erosión, pues debido a que el agua se filtraba por una brecha, el terreno se hundió y el aliviadero se consumió aguas arriba 350 m, lo que hizo que entre 1933 y 1939 se erosionara sobremanera la mitad de la montaña, provocando una cazuela u olla de 100 m de anchura y 100 m de profundidad, excavando aproximadamente 1136 000 m³ de rocas. Los problemas de este aliviadero hicieron necesaria en 1943 la construcción de un Laboratorio de Hidráulica, la primera instalación I+D de este tipo, en el poblado del Salto del Esla, para resolver y estudiar en modelo reducido los problemas derivados de las grandes evacuaciones de agua de los aliviaderos. El profesor alemán Theodor Rehbock asesoró a los ingenieros españoles en el proyecto preliminar.
A mediados de 1942, se inician las obras del Salto de Villalcampo, que será la primera presa construida en el cauce del río Duero. La presa empezó a funcionar regularmente en 1949 con 96 MW. El 16 de septiembre de 1944, se acuerda la fusión de Saltos del Duero con Hidroeléctrica Ibérica, creándose Iberduero. Con el aumento de la demanda energética producida en esa época, Iberduero comienza la construcción del Salto de Castro en 1946 que empezará a producir energía en 1952, con una potencia instalada de 80 MW.
En 1950 comienzan las obras del Salto de Saucelle que constituirá la última presa del río Duero en territorio español. Se puso en funcionamiento en 1956 con una potencia de 240 MW.

### El gran salto: Aldeadávila, y su enlace con Almendra

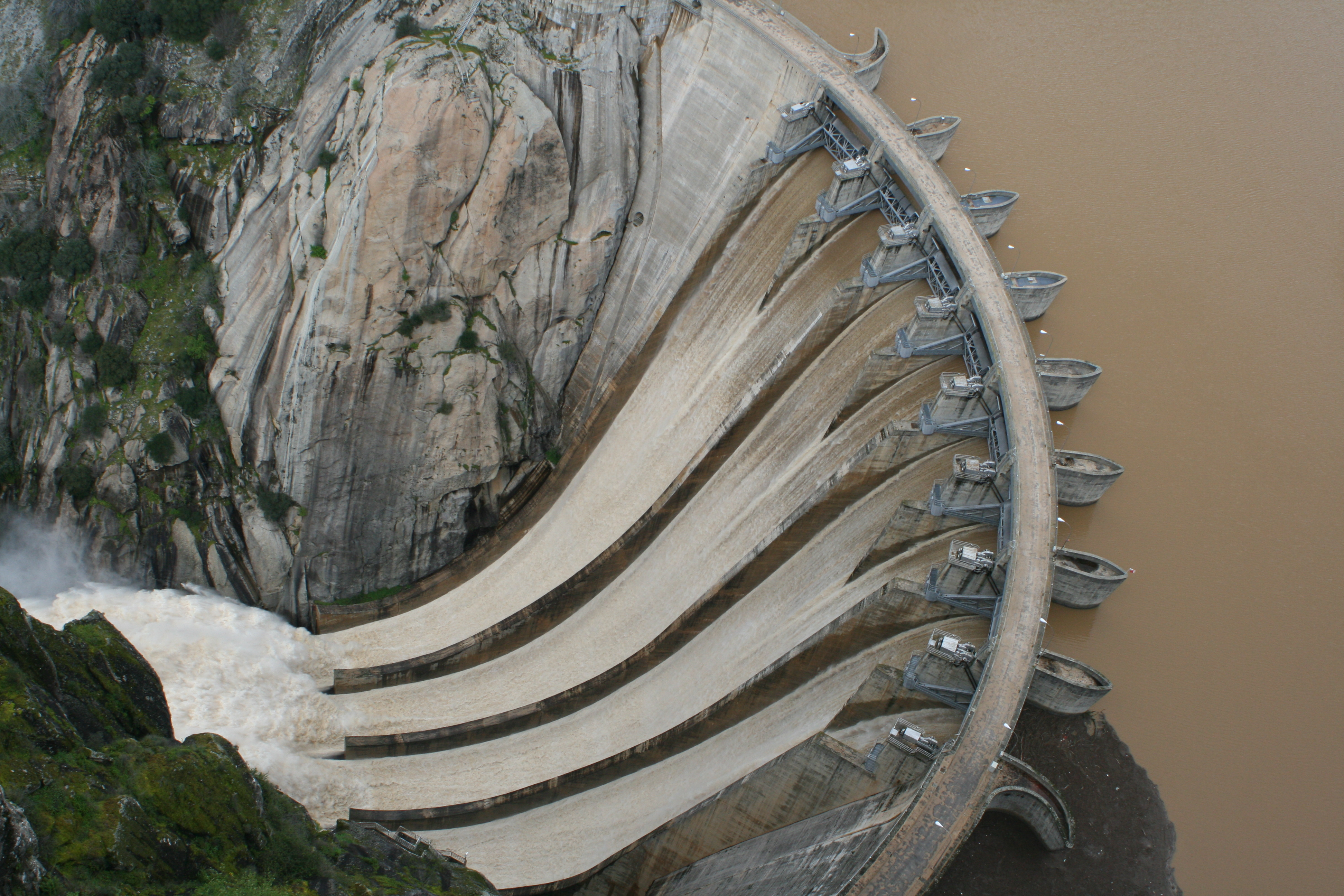
La presa de Aldeadávila, con 2400 GWh anuales, es la de mayor producción hidroeléctrica de España.

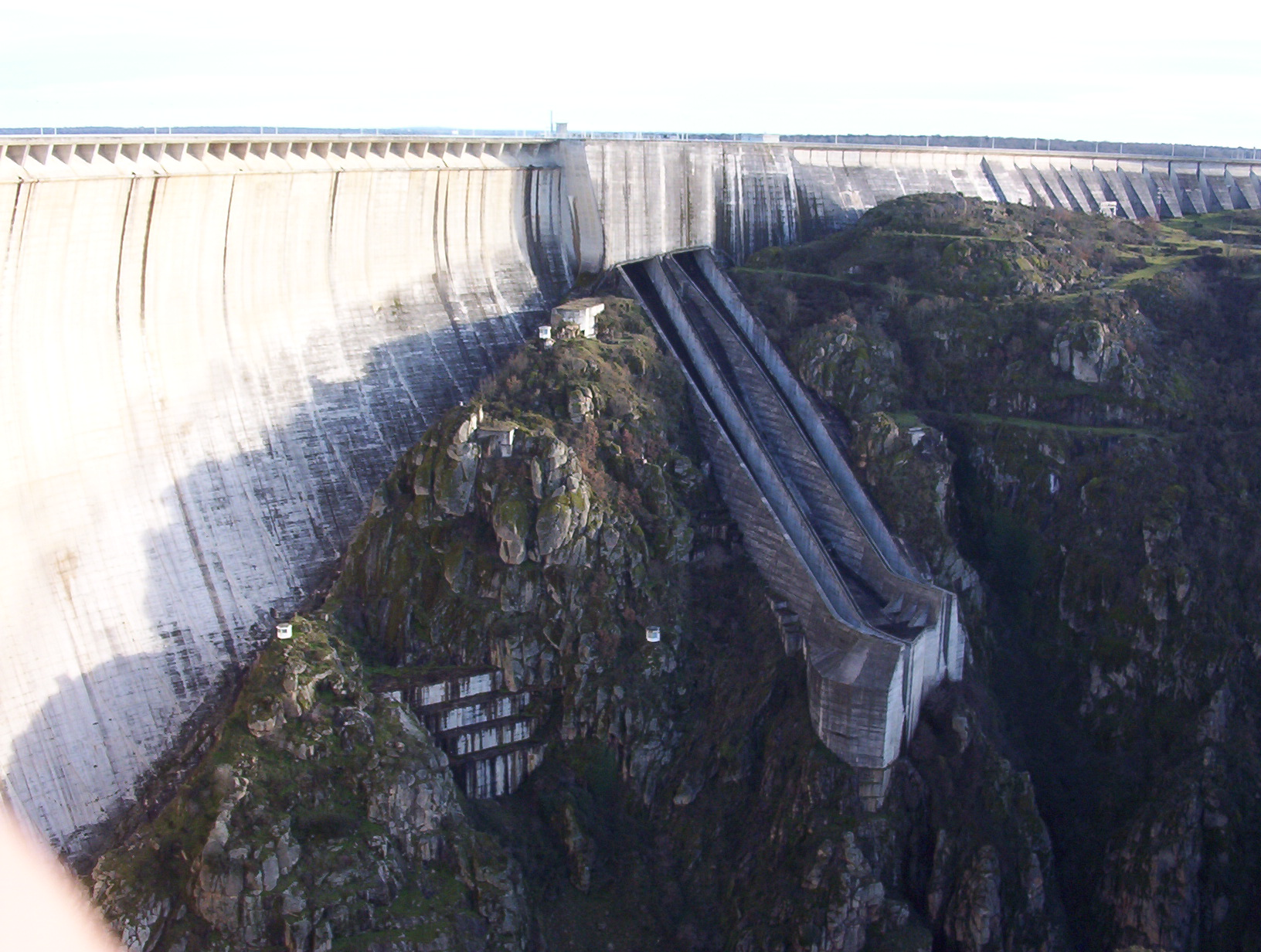
La presa de Almendra origina el tercer embalse más grande de España.

En 1956 se inicia la construcción del Salto de Aldeadávila que será la central hidroeléctrica de mayor potencia de Europa Occidental. Comienza a funcionar regularmente en 1963 con 718,2 MW lo que supuso doblar la capacidad de producción de Iberduero y en 1986 se incrementa su potencia en 421 MW más, lo que la convierten todavía hoy en la más importante del panorama hidroeléctrico español con sus 1139 MW. 
El 17 de noviembre de 1962 se pone en marcha y comienza a producir energía la primera de las seis turbinas Francis instaladas. El 30 de diciembre de 1963 comienzan a funcionar todas. Constituyen lo que se conoce como Aldeadávila I, la primera de las dos centrales existentes hoy. En su día fue la mayor de su tipo en Europa Occidental y su puesta en marcha supuso doblar la producción total de Iberduero.
Durante las obras, tuvo que hacer frente, a medio construir, a una avenida de caudal récord: 9500 m³/s. Aldeadávila fue un proyecto innovador y de récord para la época, la primera central hidroeléctrica que se construía bajo el suelo, horadada en la roca, en un espacio en el que cabría la catedral de León.
En 1970 se inaugura el Salto de Villarino, o embalse de Almendra, con un moderno sistema que turbina el agua del Tormes por el día y bombea el agua del Duero, aguas abajo, para almacenar más agua en el embalse de Almendra y poder aprovecharla después.
Entre 1983 y 1986 se realizó la segunda central, Aldeadávila II. Se dio entrada a ella por un túnel abierto por la galería por la que se entra a Aldeadávila I. Hoy constituye la central hidroléctrica más productiva de España, con una media de 2400 GWh generados anualmente, y la segunda de España en potencia instalada, 1139 MW, después de la de Cortes-La Muela, en la provincia de Valencia, Comunidad Valenciana.
En 1991, el Consejo de Administración de Iberduero decide su integración con Hidroeléctrica Española mediante un proceso jurídico de fusión por absorción, en el que Iberduero absorbía, de igual a igual, a Hidroeléctrica Española. El 12 de diciembre de 1992 se firma la constitución de Iberdrola.

## Poblados de Iberduero
Iberduero construyó una serie de poblados al lado de las presas para albergar a los obreros que trabajaron en ellas. Estos son:
- Salto de Aldeadávila
- Salto de Castro
- Salto de Saucelle
- Salto de Villalcampo
- La Rachita y Santa Catalina (Villarino)
- Poblado del Esla (Ricobayo)